# Tallink
Tallink és una companyia naviliera estoniana que opera transbordadors de creuers al mar Bàltic i vaixells Ro-ro d'Estònia a Finlàndia, Estònia a Suècia i Finlàndia a Suècia. És la companyia naviliera de passatgers i càrrega més gran de la regió del mar Bàltic. És propietària de Silja Line i d'una part de SeaRail. Tallink Hotels gestiona quatre hotels a Tallinn. També és copropietari d'una companyia de taxis Tallink Takso.
És una empresa que cotitza a la Borsa de Tallinn. Un accionista important és la societat d'inversió AS Infortar, que també té la propietat de diverses filials de Tallink i la companyia de gas natural Eesti Gaas.

## Història

### Antecedents
La història de l'empresa coneguda avui com a Tallink es remunta a l'any 1965, quan la Companyia Naviliera d'Estònia (ESCO) amb seu a la Unió Soviètica va introduir els serveis de ferri de passatgers entre Hèlsinki i Tallinn a MS Vanemuine. Els serveis regulars de ferri de passatgers durant tot l'any van començar el 1968, a l'MS Tallinn, que va servir la ruta fins que va ser substituït pel nou MS Georg Ots el 1980.

### 1989–1992

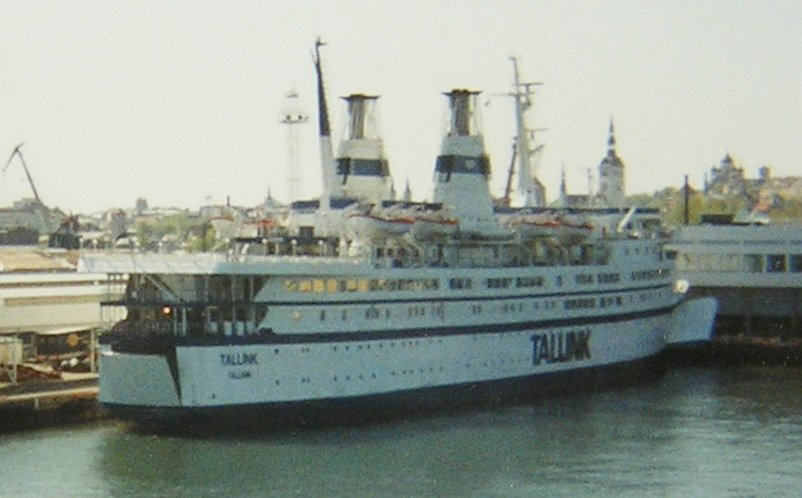
El MS Tallink original al port de Tallinn, 1994

El maig de 1989, ESCO va formar una nova filial, empresa conjunta (estonià: ühisettevõte) Tallink, juntament amb la finlandesa Palkkiyhtymä Oy. El desembre del mateix any, ESCO i Palkkiyhtymä van comprar MS Scandinavian Sky a SeaEscape, i van començar a donar servei a la ruta Hèlsinki-Tallinn el 8 de gener de 1990 com a MS Tallink. Durant el seu primer any de servei, Tallink va transportar 166.000 passatgers. Més tard, el mateix any, el vaixell de càrrega MS Transestonia es va unir a Tallink a la ruta Hèlsinki-Tallinn i Tallink es va establir com el nom de la companyia així com el vaixell principal. Al mateix temps, ESCO encara operava el Georg Ots en la mateixa ruta, essencialment competint amb la seva pròpia empresa filla. Aquest conflicte es va resoldre el setembre de 1991, quan el Georg Ots va ser llogat a Tallink. A principis de la dècada del 1990, el nombre de passatgers del trànsit Hèlsinki-Tallinn augmentava constantment, i durant els hiverns entre 1992 i 1995, Tallink va noliejar l'MS Saint Patrick II d’Irish Ferries per augmentar la capacitat de la ruta.

### 1993–2000

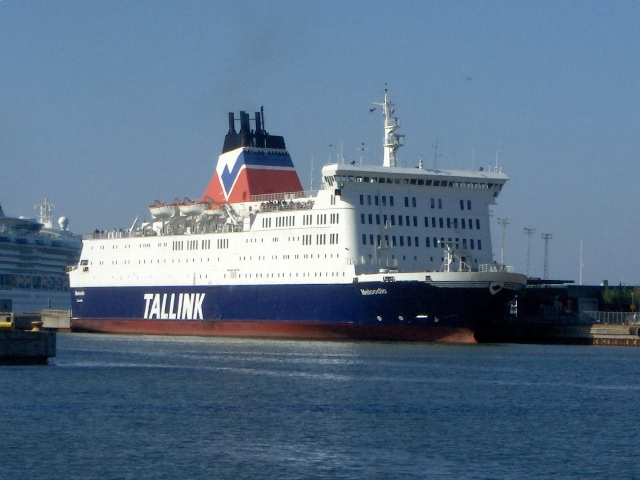
MS Meloodia, va introduir un color blau del casc a la flota Tallink.

Tallink es va convertir en una empresa de propietat totalment estoniana el 1993, quan Palkkiyhtymä va vendre les seves accions tant de l'empresa Tallink com d'MS Tallink a ESCO. En aquell moment, altres companyies estaven establint-se al lucratiu trànsit Hèlsinki-Tallinn, inclosa l'Estonian New Line, propietat de la Inreko, amb seu a Tallinn. No tenia sentit que ESCO i Inreko competissin entre elles i el gener de 1994, Tallink i Inreko Laeva AS es van fusionar amb AS Eminre. Tallink va seguir sent el nom comercial de la flota de l'empresa. Més tard, el mateix any, Inreko va comprar MS Nord Estonia a EstLine (una empresa filla d'ESCO i de la sueca Nordström & Thulin), li va canviar el nom a MS Vana Tallinn i la va col·locar a la ruta Hèlsinki–Tallinn per a Tallink. Inreko també va portar dos hidroplans ràpids, HS Liisa i HS Laura que van començar a operar sota la marca Tallink Express. El 1994, Tallink també va intentar el trànsit d'Estònia a Alemanya per primera vegada, amb dos ferris llogats MS Balanga Queen i MS Ambaixador II que es van situar a la ruta Hèlsinki–Tallinn– Travemünde.
El setembre de 1994, les operacions d'AS Eminre es van dividir en dues companyies, una que s'encarregava del trànsit cap a Alemanya (que aviat es va tancar) i AS Hansatee que prenia el trànsit Hèlsinki–Tallinn i el nom de Tallink. ESCO era el soci dominant a Hansatee, controlant el 45% de les accions, mentre que Inreko només en tenia el 12,75% (el 42,25% restant pertanyia a Eesti Ühispank, Estònia). El 1995, Hansatee va portar el primer gran ferri de Hèlsinki a Tallinn quan van llogar l'MS Mare Balticum des d'EstLine i van canviar el seu nom a MS Melodia. Després de diverses disputes entre ESCO i Inreko (sobretot pel preu de lloguer del Vana Tallinn), Inreko va vendre les seves accions d'AS Hansatee a ESCO el desembre de 1996. Al mateix temps, Inreko va vendre els hidroplans Tallink Express a Linda Line, Estònia, i va començar a operar el Vana Tallinn al Hèlsinki–Tallin amb el nom de TH Ferries.
L'any 1997, un segon gran ferri va ser portat a Tallink quan la companyia va llogar l'MS Normandia de Stena Line. Per reemplaçar els hidroplans perduts, Hansatee va comprar un nou catamarà exprés el maig de 1997, que es va anomenar MS Tallink Express I. En aquell moment, era clar que es necessitaven dos grans ferris per al trànsit entre Hèlsinki i Tallinn, i quan el xàrter  Normandia va acabar el desembre de 1997, Tallink va comprar l'MS Lion King a Stena Line, que va entrar en servei el febrer de 1998 com a MS Fantaasia. El juliol del mateix any, Tallink va comprar el vaixell de càrrega MS Kapella que va obrir una línia de Paldiski a Kapellskär, la primera ruta de Tallink a Suècia. A l'octubre, es va vendre l'MS Tallink original, que ja no s'ajustava a les normes de seguretat modernes. Dos mesos més tard, Hansatee va comprar el seu primer ferri ràpid capaç de transportar cotxes, HSC Tallink AutoExpress.

### 2000–2006

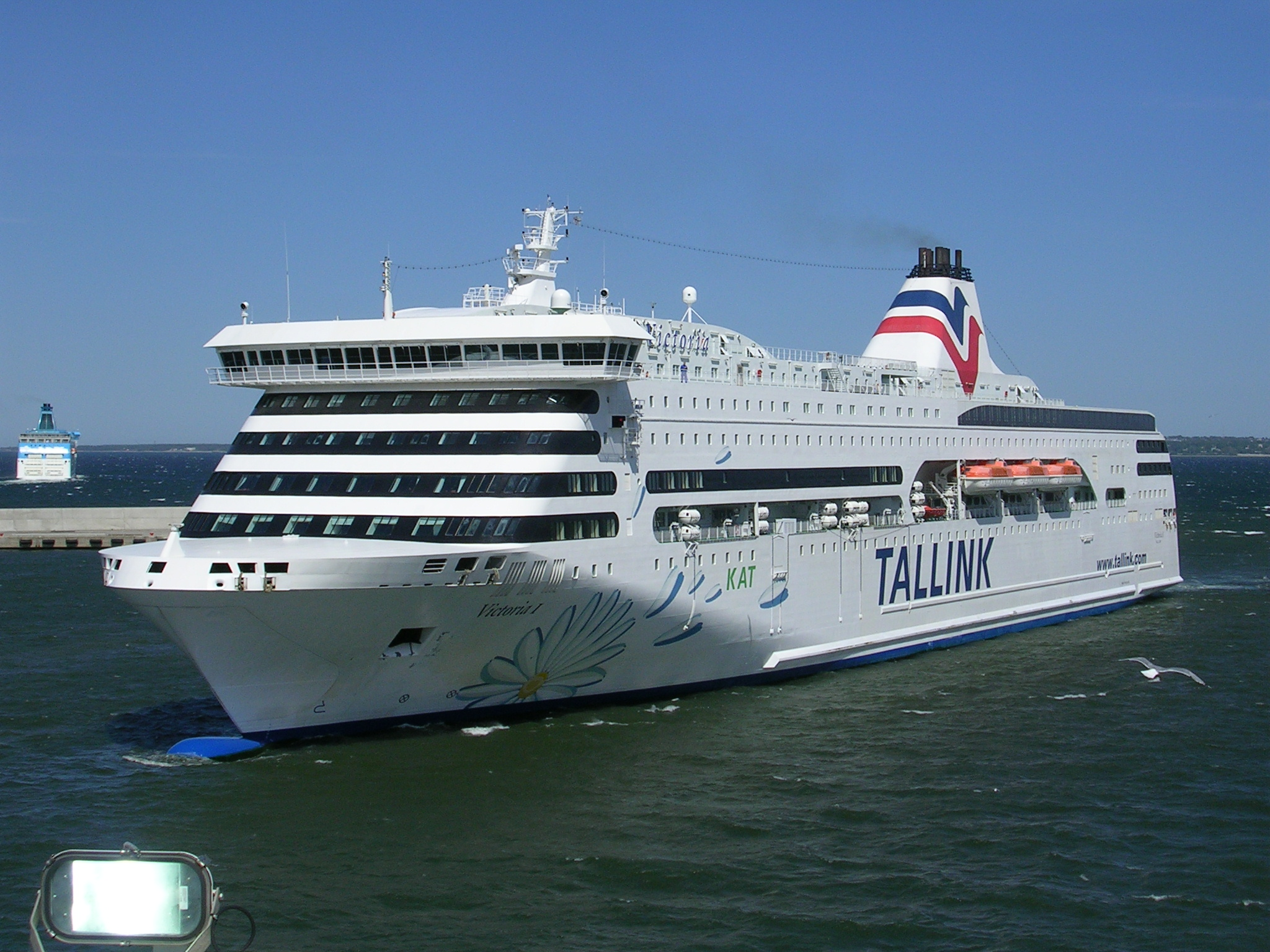
Els vaixells germans Romantika i Victoria I (a la foto) van ser les primeres noves construccions de Tallink, lliurades el 2002 i el 2004, respectivament.

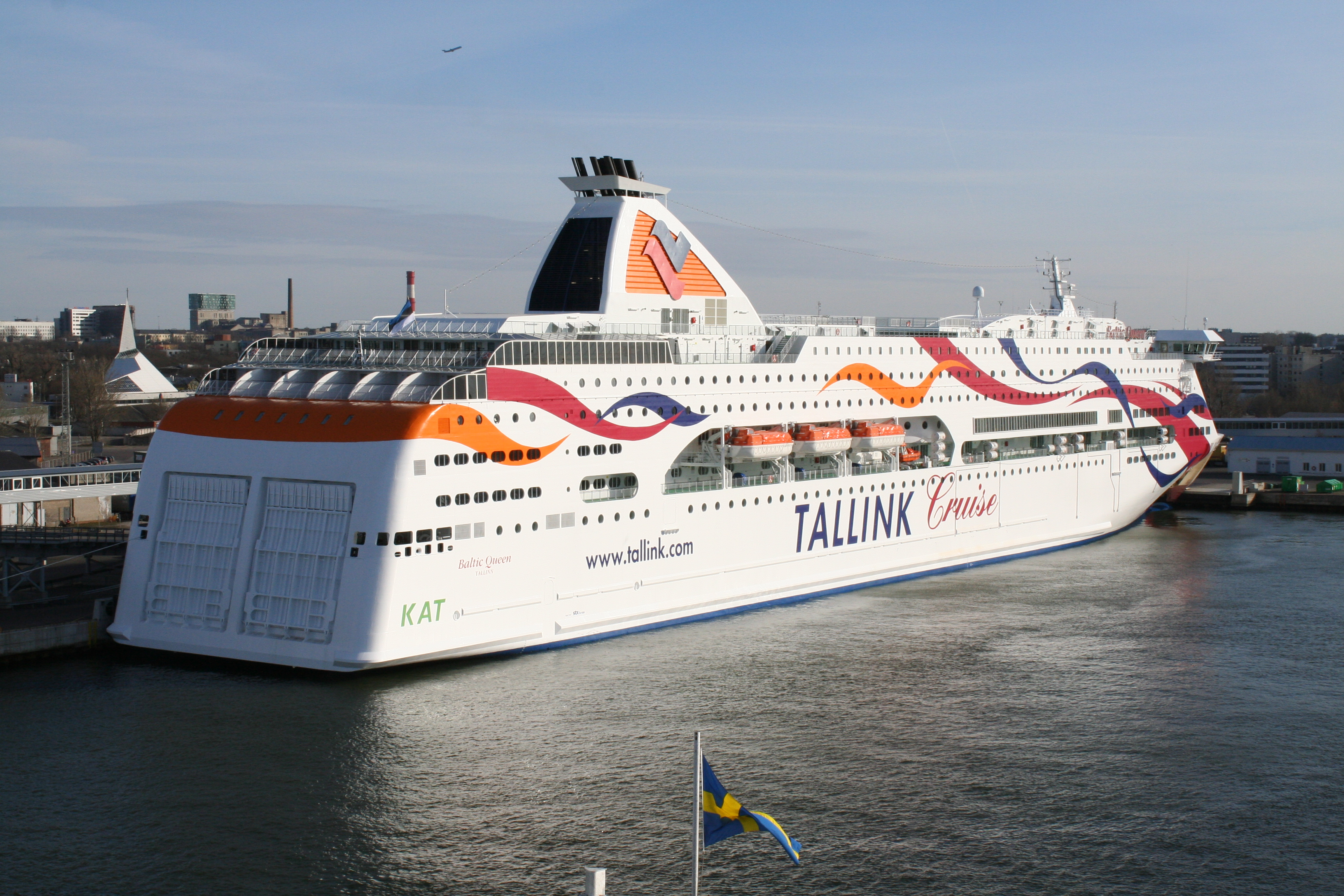
MS Reina del Bàltic al moll de Tallinn

L'any 2000, ESCO s'havia convertit en l'únic propietari d'EstLine, i el desembre de 2000, els dos ferris d'EstLine MS Regina Baltica i MS Baltic Kristina van ser llogats a Hansatee, i la línia entre Tallinn i Estocolm va començar a comercialitzar-se com a part de Tallink. Uns mesos abans, l'agost de 2000, Hansatee havia encarregat la seva primera construcció nova, l'MS Romantika de 2.500 passatgers, als finlandesos Aker Finnyards. Aquest va ser el primer vaixell d'un nou programa de construcció que entre 2001 i 2010 va costar 1,2 mil milions d'euros. El juny de 2001, Tallink va comprar HSC Tallink AutoExpress 2, mentre que el mes següent, EstLine es va declarar en fallida.
El 2002, AS Hansatee va canviar el seu nom a AS Tallink Grupp, i al maig del mateix any, la companyia va rebre el lliurament de l’MS Romantika, que es va col·locar al trànsit Hèlsinki -Tallinn. El novembre del mateix any, el clàssic Georg Ots va ser venut al govern de Rússia. El 2004, tres nous vaixells es van incorporar a la flota de Tallink, HSC Tallink AutoExpress 3 i HSC Tallink AutoExpress 4 al costat de la germana Romantika, i MS Victòria I que es va col·locar a la ruta Tallinn– Estocolm, substituint l'MS Fantaasia que al seu torn va iniciar una nova ruta de Hèlsinki a Sant Petersburg via Tallinn. Aquesta ruta va resultar poc rendible i es va tancar el gener de 2005. Més tard, el 2005, Tallink va ordenar un vaixell germà de l'MS Galaxy i un transbordador Ro-ro ràpid d’Aker Finnyards així com un altre ferri Ro-ro de Fincantieri a Itàlia. El 9 de desembre de 2005, Tallink cotitzava a la Borsa de Tallinn.

### 2006-present
El 2006, Tallink va comprar les operacions del Mar Bàltic de Superfast Ferries a Attica Group, i va obrir una ruta entre Riga i Estocolm (amb MS Fantaasia, que va ser substituït en un mes per l' MS Regina Baltica), va rebre el nou MS Galaxy que va substituir Romantika a la ruta Tallinn-Hèlsinki; aleshores va transferir Romantika a la ruta Tallinn-Estocolm, i va retirar AutoExpress del servei. Uns mesos més tard, la companyia va comprar la línia de passatgers finlandesa rival Silja Line a Sea Containers. La compra de Superfast i Silja va costar 780 milions d'euros. L'octubre de 2006, la companyia va expressar el seu interès a fer una oferta per operar ferris a les rutes subvencionades per l'estat entre l'illa sueca de Gotland i el continent suec entre 2009 i 2015.

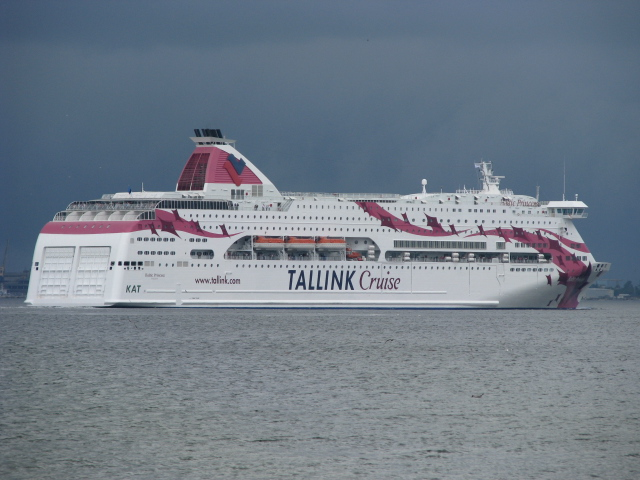
Baltic Princess, el segon vaixell de classe Galaxy, es va lliurar a Tallink el 2008. Els vaixells de la classe Galaxy són en essència versions allargades de Romantika i Victoria I.

Des de principis de 2007, els antics vaixells Superfast es van traslladar sota la marca Tallink i la seva ruta va canviar a Tallinn–Hèlsinki –Rostock. A l'abril del mateix any, Aker Yards va lliurar el transbordador ràpid MS Star que s'havia encarregat el 2005. Amb el lliurament de l’Estrella, Meloodia va ser noliejat a les Illes Balears, durant deu mesos i posteriorment venut, mentre que AutoExpress 3 i AutoExpress 4 també van ser retirats. Durant l'abril de 2007, Tallink també va demanar un tercer cruiseferri de classe Galaxy a Aker Yards.
El 2008 van seguir dos vaixells nous, amb el transbordador de creuers ràpid MS Superstar lliurat de Fincantieri i el segon vaixell de classe Galaxy, MS Baltic Princess, lliurat des d'Aker Yards. Ambdós vaixells es van posar en servei entre Hèlsinki i Tallin Amb el lliurament del primer, l'última embarcació ràpida AutoExpress, AutoExpress 2, va ser retirada del servei Hèlsinki–Tallin. Baltic Princess, per la seva banda, va substituir el seu vaixell germà Galaxy, que va ser traslladat a la flota de Silja Line. Amb l'arribada de Galaxy MS Silja Festival es va quedar sense feina a la flota Silja, i al seu torn va ser transferida a la flota de Tallink, unint-se a Regina Baltica en el servei Riga-Estocolm. El novembre de 2008, MS El Superfast IX, un dels tres vaixells comprats a Superfast Ferries el 2006, va ser llogat a l'operador de ferris Canadian Marine Atlantic durant cinc anys. L'abril de 2009, Tallink va rebre el seu darrer edifici nou (a partir de 2010), quan MS Baltic Queen va rebre STX Europe (els antics Aker Yards). El nou vaixell es va col·locar al servei Tallinn–Mariehamn–Estocolm al costat de Victòria I. Romantika, que havia estat la companya de Victòria I el 2006, va ser transferida al seu torn a la ruta Riga-Estocolm, on va substituir Regina Baltica que al seu torn va ser llogada a Acciona Trasmediterránea.
El desembre de 2009, es va informar que l'empresa estava lluitant per pagar els seus deutes d'1,1 mil milions d'euros. L'any fiscal que va finalitzar a l'agost va provocar pèrdues operatives i l'empresa va haver de tornar a negociar amb els seus 15 bancs de finançament els horaris d'amortització del deute per als anys 2009-2011. Els bancs van tenir un paper més de control a l'empresa: ja no podien pagar dividends, fer inversions o signar nous contractes sense l'aprovació dels seus creditors. Tallink també va haver d'accelerar el ritme d'amortització del deute si les condicions milloressin i va haver de buscar opcions per vendre o llogar alguns dels seus vaixells. La majoria dels seus deutes es van incórrer per l'adquisició de Silja Line per 470 milions i Superfast Ferries per 310 milions d'euros.
El novembre de 2009, a causa de la pressió competitiva dels rivals més grans i dels preus més elevats del combustible, Tallink va retirar temporalment MS Superfast VII i MS Superfast VIII del servei Alemanya-Finlàndia. Els vaixells van passar l'hivern del 2009 al 2010 a parar a Kopli, abans de tornar a començar el servei entre Hèlsinki i Rostock l'abril de 2010.
El març de 2011, es va confirmar que l’MS Superfast VIII i MS Superfast VII ha estat llogat a Stena Line per un període de tres anys, amb l'opció de prorrogar el xàrter un any més. Stena Line utilitzarà aquests vaixells per al servei Escòcia - Irlanda del Nord. Els vaixells es van lliurar després del final de la temporada alta l'agost de 2011. Fins aleshores són operats a la seva ruta actual per Tallink. L'embarcament prospectiu millorarà el resultat d'aquestes embarcacions perquè generin beneficis.
El febrer de 2015, la companyia va signar un contracte de construcció per a la construcció del seu primer vaixell alimentat amb gas natural liquat, l' MS Megastar, que va començar a partir de gener de 2017, proporcionant un servei Tallinn-Hèlsinki-Tallinn sis vegades al dia.
L'any 2018, durant més de 10.000 viatges, la companyia va realitzar 9.756 milions de passatgers, 1,25 milions de vehicles i 384.958 unitats de càrrega.
L'any 2019, la companyia va portar 9.763 milions de passatgers i 385.000 unitats de càrrega.
El 2019, Tallink va arribar a un acord de franquícia amb una empresa global de menjar ràpid, Burger King per obrir restaurants a Estònia, Letònia i Lituània i, segons l'acord, Tallink tindrà els drets exclusius per gestionar els restaurants Burger King als estats bàltics durant 20 anys. La companyia té previst obrir el primer restaurant a cada estat bàltic durant el primer semestre del 2020. L'ampliació de Burger King donarà feina a unes 800 persones a Estònia, Letònia i Lituània.
A finals de 2018, Tallink va encarregar el seu segon vaixell alimentat amb gas natural liquat, el MS MyStar, que se suposava que s'havia d'acabar a finals de 2019, però es va retardar a causa de la pandèmia de la COVID-19.
El desembre de 2020, Tallink va fer el seu darrer viatge des de Riga, la capital de Letònia. Va ser navegat pel vaixell MS Victoria I de Riga a Estocolm.
L'abril de 2022, les relacions amb els vaixells Tallink deixaran d'operar a Letònia.
El 10 de desembre de 2022, el nou MS Mystar va arribar a Tallin i va començar la ruta Tallinn - Hèlsinki el 13 de desembre, finalment substituint MS Star que va ser llogat durant 20 mesos a Irish Ferries i rebatejat com a MS Oscar Wilde.

## Polèmiques

### Home que va caure per la borda
L'abril de 2006, el ferri MS de Tallink Regina Baltica, en ruta de Tallinn a Estocolm, va ignorar que diversos passatgers van informar que un passatger havia caigut per la borda. La tripulació es va negar a aturar el vaixell per buscar el passatger i l'home estonià de 21 anys va morir en l'incident. Tallink després no va acceptar cap responsabilitat per l'accident, subratllant que cap dels passatgers va confirmar haver vist l'home caure per la borda o a l'aigua.

## Flota

### Flota actual
| Vaixell      | Tipus            | Construït | Entrat en servei | Tonatge brut | Pasatgers (màx.) | Nusos | Ruta                                 | Bandera i port d'origen | Imatge |
| ------------ | ---------------- | --------- | ---------------- | ------------ | ---------------- | ----- | ------------------------------------ | ----------------------- | ------ |
| MyStar       | Ferri de creuers | 2022      | 2022–            | 50,629 GT    | 2.800            | 27    | Tallinn – Hèlsinki                   | Tallinn, Estònia        |        |
| Megastar     | Ferri de creuers | 2017      | 2017–            | 49,134 GT    | 2.800            | 27    | Tallinn – Hèlsinki                   | Tallinn, Estònia        |        |
| Baltic Queen | Ferri de creuers | 2009      | 2009–            | 48,915 GT    | 2.800            | 24,5  | Tallinn – Mariehamn – Estocolm       | Tallinn, Estònia        |        |
| Victoria I   | Ferri de creuers | 2004      | 2004–            | 40,975 GT    | 2.500            | 22    | Tallinn – Hèlsinki                   | Tallinn, Estònia        |        |
| Romantika    | Ferri de creuers | 2002      | 2002–            | 40,803 GT    | 2.500            | 22    | Fora de la ruta, a Paljassaare       | Riga, Letònia           |        |
| Superfast IX | Fast Ro-Pax      | 2002      | 2006–            | 30,285 GT    | 962              | 28,9  | Paldiski – Kapellskär                | Tallinn, Estònia        |        |
| Regal Star   | Ro-ro            | 2000      | 2004–            | 15,281 GT    | 100              | 18    | A la venda                           | Tallinn, Estònia        |        |
| Sailor       | Ro-Pax           | 1987      | 2020–            | 20,783 GT    | 119              | 20,5  | Fora de la ruta, posat a Paljassaare | Tallinn, Estònia        |        |

### Demanats
| Vaixell         | Tipus            | Construït | Tonatge brut | Passatgers (màx.) | Nusos | Ruta | Bandera i port d'origen | Notes | Imatge |
| --------------- | ---------------- | --------- | ------------ | ----------------- | ----- | ---- | ----------------------- | --- | ------ |
| MS Silja Europa | Ferri de creuers | 1993      | 59,912 GT    | 3.013             | 21,5  |      | Tallinn, Estònia        | Trasllat des de Silja Line. Des del 2022, el vaixell de setembre acull migrants d'Àfrica i Àsia a Rotterdam, Països Baixos, des del setembre del 2022 fins al juliol del 2027. |        |
| MS Galaxy 1     | Ferri de creuers | 2006      | 48,915 GT    | 2.800             | 22    |      | Riga, Letònia           | Trasllat des de Silja Line. Des de 2022, el vaixell de setembre acull migrants d'Àfrica i Àsia a Amsterdam, Països Baixos, des de setembre de 2022 fins a octubre de 2025.     |        |

| Vaixell         | Tipus            | Construït | Tonatge brut | Passatgers (màx.) | Nusos | Ruta | Bandera i port d'origen | Notes | Imatge |
| --------------- | ---------------- | --------- | ------------ | ----------------- | ----- | ---- | ----------------------- | --- | ------ |
| MS Silja Europa | Ferri de creuers | 1993      | 59,912 GT    | 3.013             | 21,5  |      | Tallinn, Estònia        | Trasllat des de Silja Line. Des del 2022, el vaixell de setembre acull migrants d'Àfrica i Àsia a Rotterdam, Països Baixos, des del setembre del 2022 fins al juliol del 2027. |        |
| MS Galaxy 1     | Ferri de creuers | 2006      | 48,915 GT    | 2.800             | 22    |      | Riga, Letònia           | Trasllat des de Silja Line. Des de 2022, el vaixell de setembre acull migrants d'Àfrica i Àsia a Amsterdam, Països Baixos, des de setembre de 2022 fins a octubre de 2025.     |        |

### Antigues embarcacions
Els vaixells que encara estan en ús estan marcats en verd.
| Vaixell                   | Construït | En servei | Tonatge1          | Imatge | Notes |
| ------------------------- | --------- | --------- | ----------------- | ------ | --- |
| MS Tallink                | 1972      | 1989–1996 | 8020 GRT 10341 GT |        | Desballestament a Alang, Índia, 2005 |
| Transestonia              | 1972      | 1990–2000 | 2386 GRT          |        | Desballestament a Alang, Índia, 2006. |
| Saint Patrick II          | 1973      | 1992–1995 | 7984 GRT          |        | Desballestament a Alang, Índia, 2023. |
| Georg Ots                 | 1980      | 1993–2000 | 12549 GRT         |        | Desballestament a la Xina el 2014. |
| HS Laura                  | 1993      | 1993–1997 | 298 GRT           |        | Desballestament a Cap Verd el 2014. |
| Linda 1                   | 1970      | 1994 1998 | 4238 GRT          |        | Des de l'any 2000 MS Apollo, propietat de Labrador Marine. Desballestament a Aliağa, Turquia, 2021. |
| Ulstein Surfer            | 1984      | 1994      | 299 GRT           |        | El 2005, es va estavellar a Banjul, Gàmbia. |
| Balanga Queen             | 1968      | 1994      | 10448 GRT         |        | Des de 1994 MS Discovery Sun per Discovery Cruise Line. Desballestament a Chittagong, Bangla Desh, 2012. |
| Ambassador II             | 1970      | 1994      | 7993 GRT          |        | Va navegar entre 1999 i 2010 per a Sterling Casino Lines - Desballestament a Nova Orleans el 2011. |
| Meloodia                  | 1979      | 1996–2006 | 17955 GT          |        | Des de 2007 MS ARV 1 Equinox Offshore Accommodation. Desballestament a Alang, Índia, 2021. |
| Tallink Express I         | 1989      | 1997–2001 | 430 GT            |        | Des de l'any 2001 navega a Grècia amb el nom de SPEED CAT 1. Però des del 2016, ja no ha navegat. Amagat a Salamina. |
| Normandy                  | 1981      | 1997      | 17043 GT          |        | Desballestament a Alang, Índia, 2012. |
| Fantaasia                 | 1979      | 1997–2006 | 10604 GT          |        | Des de 2017 MS Rigel III per a Ventouris Ferries entre Itàlia i Albània. |
| Kapella                   | 1974      | 1997–2012 | 7564 GT           |        | Desballestament a Aliağa, Turquia, 2021. |
| HSC Tallink Autoexpress   | 1996      | 1999–2006 | 5308 GT           |        | Des de 2023 HSC ALCANTARA DOS propietat de SAOS Ferries a Espanya. No ha navegat més des del 2024. Estada a Pireu a Grècia. |
| Baltic Kristina           | 1973      | 2001–2002 | 12281 GRT         |        | Desballestament a Alang, Índia, 2021. |
| HSC Tallink AutoExpress 2 | 1997      | 2001–2007 | 5307 GT           |        | Des de 2007 va nolejar amb Conferry i més tard va ser vengut a ells. No navega des del 2018 perquè s'ha enfonsat parcialment per falta de manteniment adequat.                                                                                              |
| HSC Tallink Autoexpress 3 | 1997      | 2004–2007 | 3971 GT           |        | Des de l'any 2007, l'HSC Queen Nefertiti per a Arab Bridge Maritime Co navega a la ruta de Jordània a Egipte. |
| HSC Tallink Autoexpress 4 | 1996      | 2004–2007 | 3971 GT           |        | Des del 2016 navega a la ruta per Veneçuela amb el nom de PARAGUANA 1. |
| Vana Tallinn              | 1974      | 1994–2011 | 10.002 GT         |        | El 2011 Vengut a Allferries SA. Desballestat a Aliağa, Turquia el 2014. |
| Baltic Princess           | 2008      | 2008–2013 | 48.915 GT         |        | Des de 2013 navegant per Silja Line. |
| Silja Festival            | 1986      | 2008–2013 | 34.414 GT         |        | Després de ser substituïda per MS Isabelle a la ruta Estocolm-Riga el maig de 2013, va ser llogada com a vaixell d'allotjament a Kitimat, Colúmbia Britànica Després va ser venuda a principis de 2015 a Corsica Ferries i va canviar el nom a Mega Andrea. |
| Regina Baltica            | 1980      | 2001–2009 | 18.345 GT         |        | Des de 2017, ha estat navegant amb la bandera de Xipre en la ruta d'Espanya a Algèria. |
| Superfast VII             | 2001      | 2011–2014 | 30.285 GT         |        | Vengut a Stena Line sota bandera britànica per operar Belfast - Cairnryan amb el nom Ms Stena Superfast VII. |
| Superfast VIII            | 2001      | 2011–2014 | 30.285 GT         |        | Vengut a Stena Line sota bandera britànica per operar Belfast - Cairnryan amb el nom Ms Stena Superfast VIII. |
| Superstar                 | 2008      | 2008–2017 | 36.400 GT         |        | Vengut a Corsica Ferries Group. Nou nom Pascal Lota sota bandera italiana. |
| Sea Wind                  | 1972      | 2008–2022 | 15.879 GT         |        | Vengut a Inok IV, Monte Carlo, Monaco. Des del 2022, navega sota bandera camerunesa amb el nom A Wind a la ruta de Rússia a Turquia. |
| Isabelle                  | 1989      | 2013–2024 | 35.134 GT         |        | Vengut a Notamare Shipping Company al Canadà. Nou nom Isabelle X Sota bandera canadenca. Plataforma d'allotjament a Vancouver. |
| Star I                    | 2007      | 2007–2025 | 36,249 GT         |        | Vengut a Irish Ferries. Nou nom James Joyce sota bandera de Xipre. |

## Terminals
Tallink té sis terminals, de les quals dues a Estònia, dues a Suècia i dues a Finlàndia.
Estònia

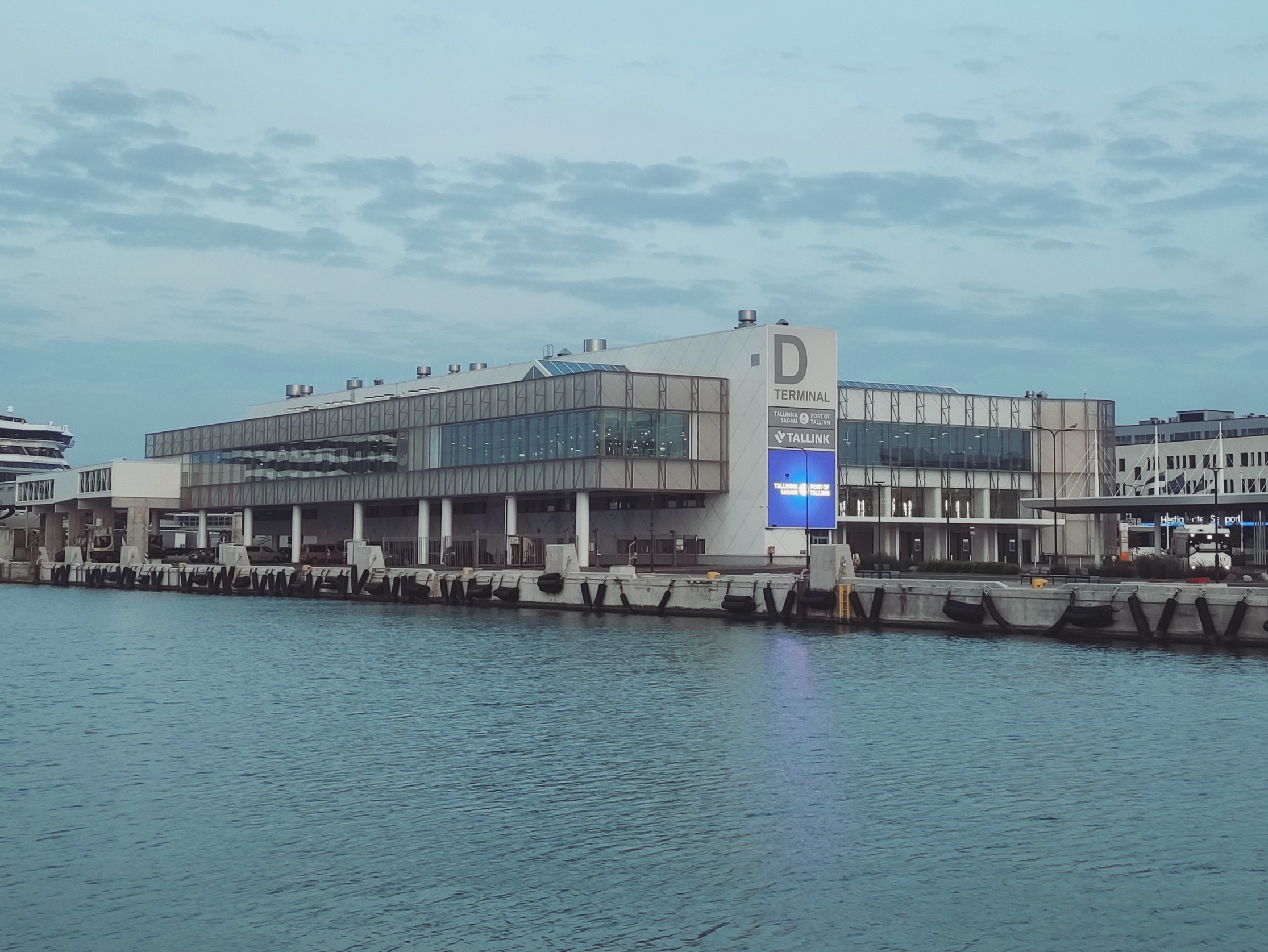
Terminal Tallink a Tallinn, Estònia

- Tallinn: terminal D. Serveix per les línies d'autobús de Tallinn 20 i 20A
- Paldiski: port sud de Paldiski

Finlàndia
- Hèlsinki: West Harbour. Serveix per les línies de tramvia de Hèlsinki 7 i 9.
- Mariehamn: Västra Hamnen. Serveix per l'autobús urbà de Mariehamn.

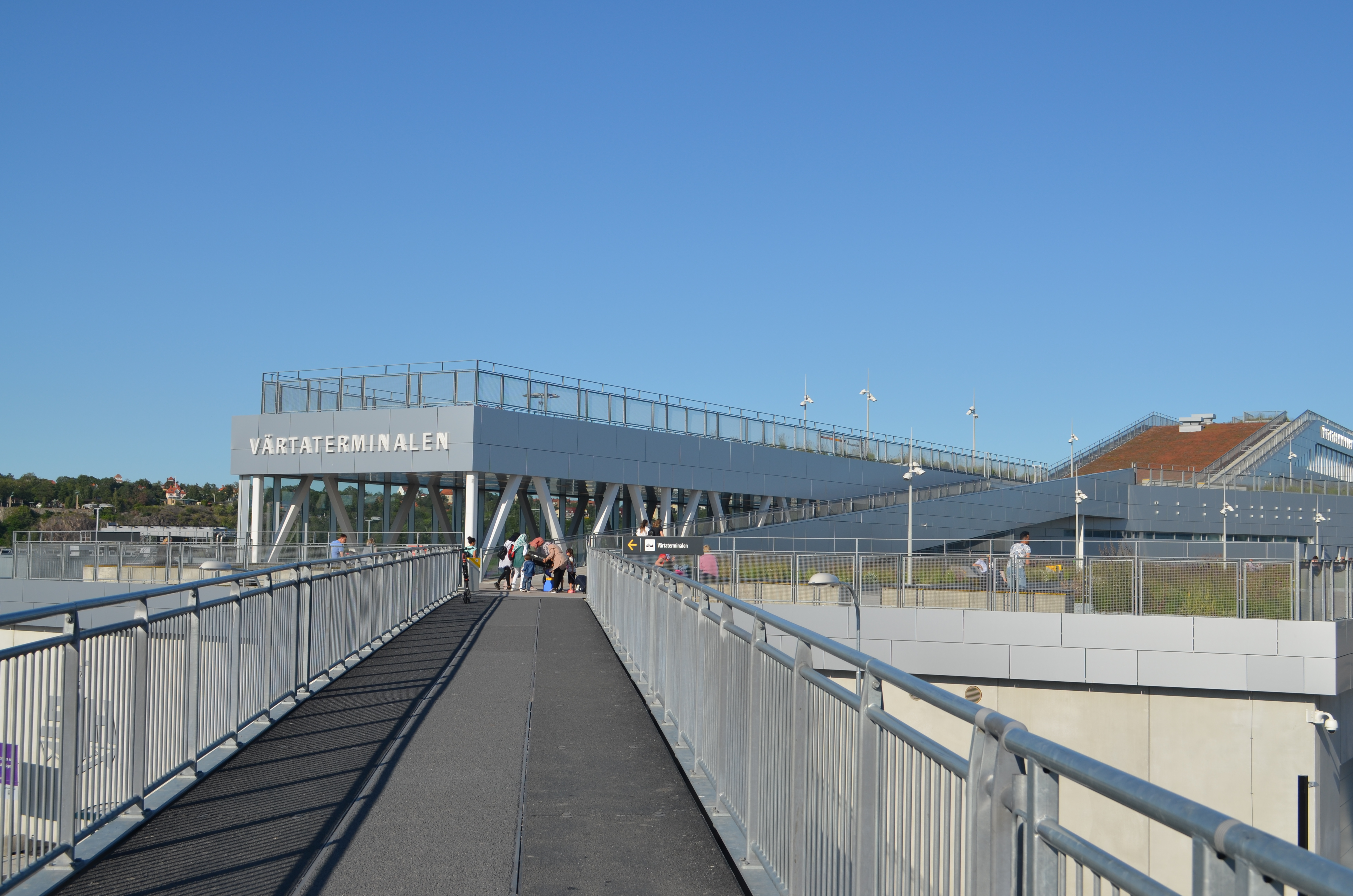
Terminal Tallink a Estocolm, Suècia

Suècia
- Estocolm: Värtahamnen.
- Kapellskär: Kapellskär.